# هویشکا
هویشکا (کوشانی: Οοηϸκι، Ooēški، براهمی: ، Huviṣka؛ خروشتی: 𐨱𐨂𐨬𐨅𐨮𐨿𐨐 Hu-ve-ṣka، ) پنجمین شاهنشاه کوشانی از زمان کانیشکای کبیر الی واسودیوا یکم بود که از سال ۱۵۰ الی ۱۹۰ میلادی به مدت ۴۰ سال بر امپراتوری کوشانی حکم‌راند.
حکومت او دوره تثبیت امپراتوری کوشانی بود. قلمرو هوویشکا از بلخ در باختر تا ماتورا در هند را در بر می گرفت، جاهای که او ضرابخانه داشت. سکه‌ها و شمش‌های طلای هویشکا حتی از پاتالی‌پوترا و بوده گایا نیز بدست آمده‌است که نشانگر گسترش امپراتوری کوشانی به اقصی نقاط ظرف هند است. در دوران حکمرانی هویشکا سلطنت او اساساً صلح‌آمیز بوده و مرکز قدرت کوشانی‌ها را به تدریج از شمال هند به شهر جنوبی ماتورا] انتقال یافت.

## دین

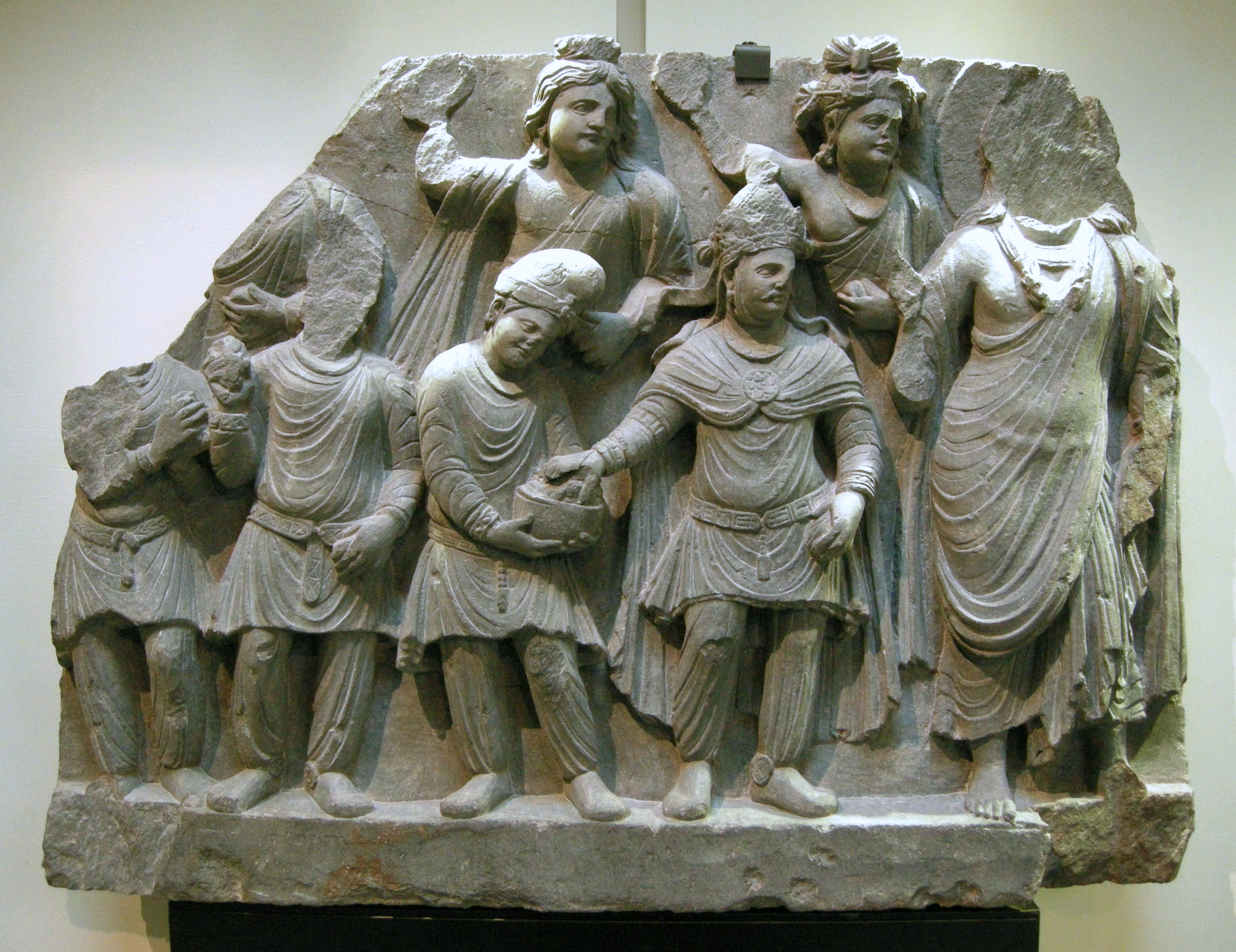
نقش برجسته احتمالا هوویشکا را نشان می‌دهد که به بودا کمک مالی می‌کند.

هویشکا پسر کانیشکا بود. دوران سلطنت او به عنوان عصر طلایی حکومت کوشانی نیز شناخته می‌شود. 

### بودیسم مهایانه
سلطنت هوویشکا با اولین شواهد کتیبه‌ی شناخته شده از بودای آمیتابه مطابقت دارد. این کتیبه از قسمت پایین مجسمه قرن دومی گوویندو-ناگار گرفته شده‌است و اکنون در موزه ماتورا قرار دارد. تاریخ این مجسمه به «بیست و هشتمین سال سلطنت هوویشکا» بر می‌کردند و توسط خانواده‌ای از بازرگانان به «بودای آمیتابه» تقدیم شده‌است. 
همچنین شواهدی وجود دارد که هوویشکا از پیروان بودیسم مهایانه بود. یک قطعه خطی سانسکریت از مجموعه شوین، هوویشکا را به عنوان "کسی که در رتبه چهارم در مهایانه مطرح شده است" توصیف می‌کند. برخی از نقش برجسته‌های گنداره نیز تصور می‌شود که هوویشکا را نشان می‌دهد که به بودا کمک مالی می‌کند. 
به طور گسترده تأیید شده‌است که هوویشکا از بودیسم حمایت می‌کرد، اما بودا در سکه‌های او ظاهر نمی‌شود، احتمالاً به دلیل احترام به بودا. 
در مقایسه با جد خود کانیشکا، هویشکا شیوا را عبادت می‌کرد.

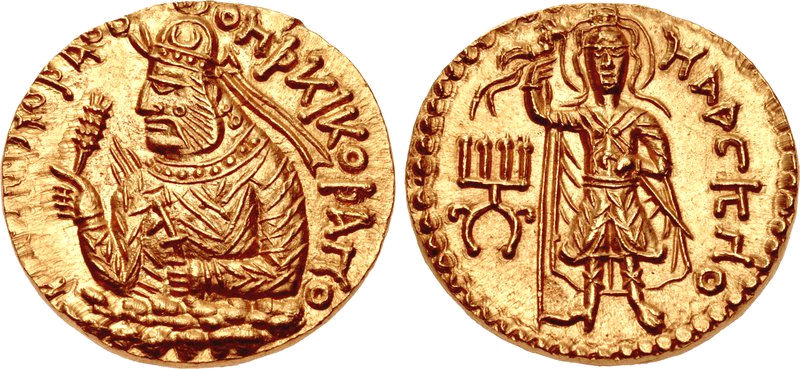
سکه‌های حاکم کوشانی اویشکا (۱۵۲–۱۹۲ م)

او همچنین در سکه‌های زمان خود برای تنها و اولین بار در دوران سکه‌های کوشانی _ هلنیستیک _ثبت می‌کند. سراپیس مصری (تحت نام Σαραπο, "Sarapo") و الهه رم (نماینده "رم aeterna"در نظر گرفته می‌شود) تحت نام "ریم" (به یونانی: ΡΙΟΜ).
برخی از سکه‌های هویشکا همچنین ماسنو را روی سکه‌هایش نمایش می‌دهد، تجسم خدای هندو کارتیکیا یا اسکاندا که لقب آن «ماهاسنا» بود. این خدا که علی‌الخصوص برای یودهیاها مهم بوده‌است ممکن است در زمانیکه کوشانها قلمرو خود را به یودهیاها جهت تثبیت کنترلشان بر منطقه ماتورا گسترش دادند در مسکوکات کوشانی وارد شده باشند. همچنین ممکن است به عنوان روشی جهت آرام سازی یدیهای ستیزه‌جو به کار گرفته شده باشند. در حقیقت کوشانها اربابان یدیها در منطقه شده بودند.

## هویشکا با ایزدبانوان بلخی

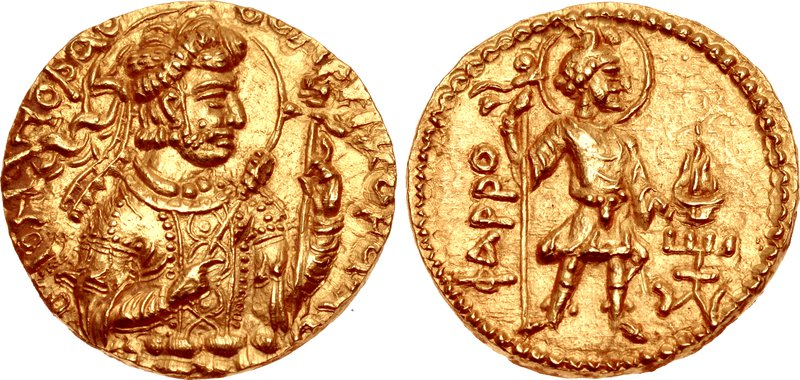
هویشکا و فر ("ΦΑΡΡΟ")
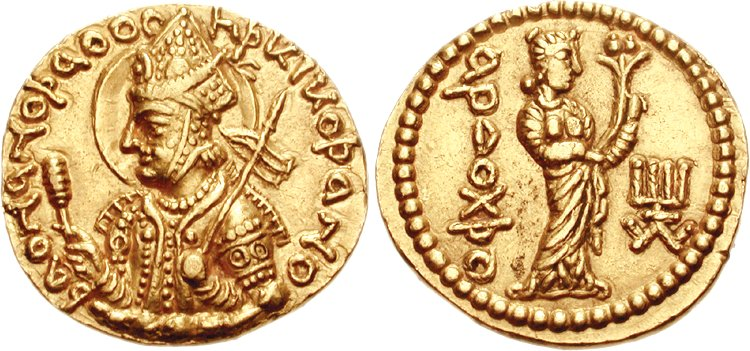
هویشکا و  ارد یشت.
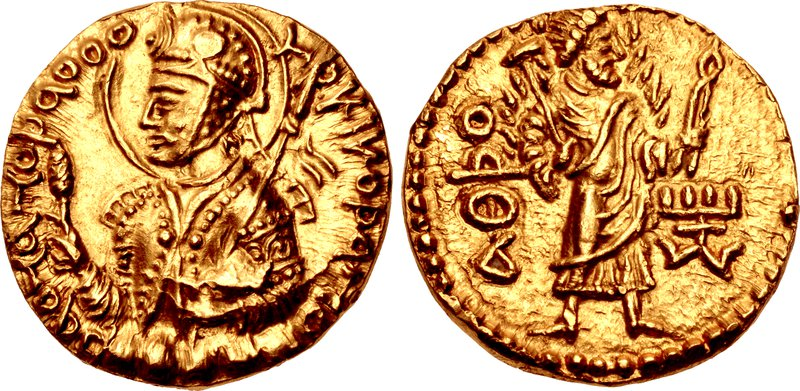
هویشکا و آذر (ΑΘΟϷΟ).
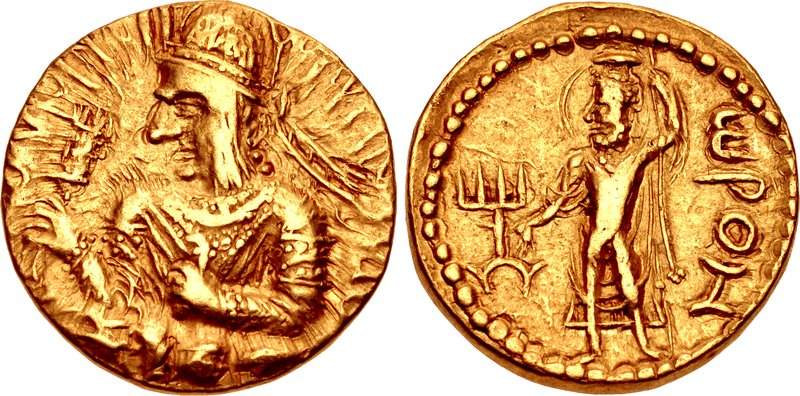
هویشکا و اهورامزدا (ωΡΟΜ).
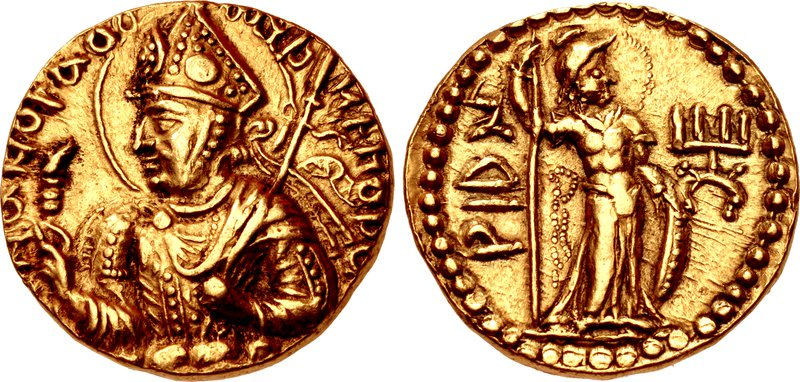
هویشکا و اشتاد.
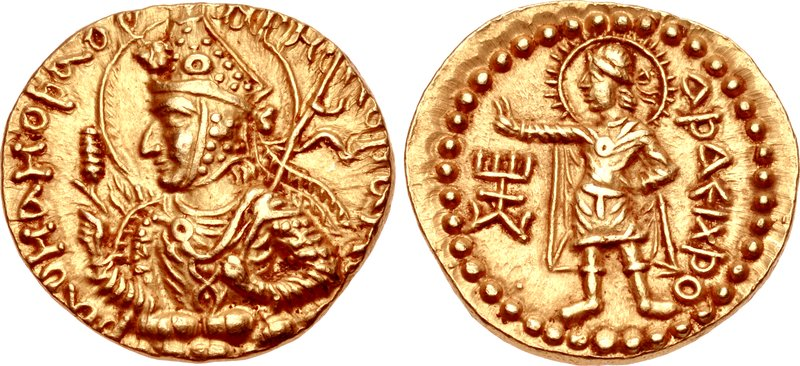
هویشکا و "اشه" (ΑϷΑΕΙΧϷΟ).
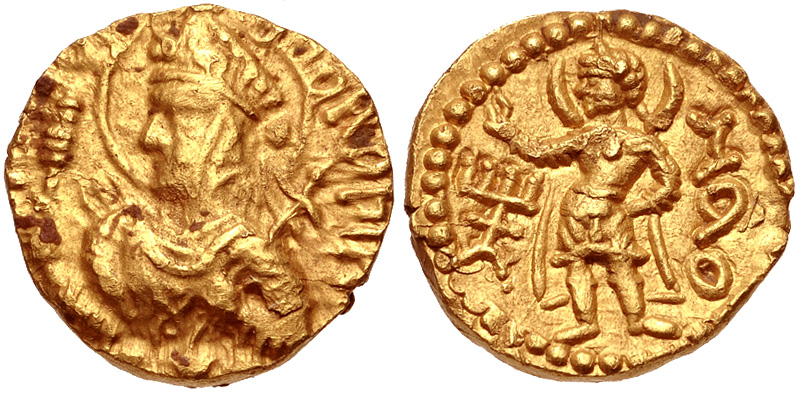
هویشکا و  ایزد ماه (Mao)
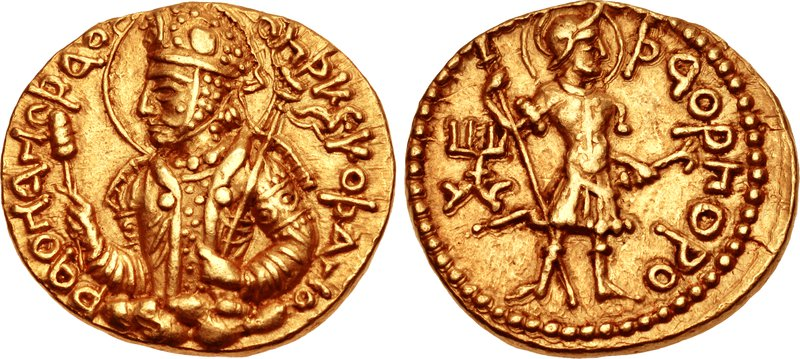
هویشکا و شهریور (ϷΑΟΡΗΟΡΟ).